# Cesar José Guerrico
César José Guerrico (conocido también como Pepito Guerrico, nace el 25 de agosto de 1901 en Buenos Aires, Buenos Aires, Argentina) fue médico, pionero de la radiodifusión en Argentina y en el mundo y empresario de la industria de la radio, la comunicación, el cine y la televisión.
Junto con Enrique Telémaco Susini, Miguel Mujica y Luis Romero Carranza formó parte del cuarteto de jóvenes conocidos como los “Locos de la azotea” que, el 27 de agosto de 1920, desde el Teatro Coliseo de Buenos Aires, llevó a cabo lo que algunas fuentes consideran la primera transmisión de radiodifusión en vivo del mundo, sin dudas la primera en Latinoamérica, y el primer servicio de radiodifusión regular del mundo, con programación continuada. En reconocimiento a este hecho, desde 1970 se celebra el 27 de agosto el Día de la Radiodifusión en Argentina.
En 1927, el mismo grupo creó la empresa Sociedad Anónima Radio Argentina (S.A.R.A) que, operando bajo el nombre de Vía Radiar, pronto llegó a controlar gran parte del tráfico radiotelegráfico entre Sudamérica y Europa. 
En 1930 fundaron el estudio cinematográfico Lumiton en Munro, Provincia de Buenos Aires, el más moderno de la incipiente industria cinematográfica local, que tuvo un rol fundamental en la Época de oro del cine argentino.
Guerrico formó parte de los equipos técnicos de Canal 7 que, el 17 de octubre de 1951, realizó la primera transmisión televisiva del país. 
César José Guerrico fue reconocido por sus contemporáneos como un genio de la tecnología, experto en electricidad y sonido. Inquieto e innovador, estuvo siempre en la vanguardia de las nuevas tecnologías. Su talento acompañó e impulsó el continuum de la transmisión a distancia de signos, voces e imágenes en la Argentina del siglo XX.
Murió en Buenos Aires en 1974, a los 72 años.

## Reseña biográfica
Familia y juventud
César José “Pepito” Guerrico Carlés nació en 1901 en el seno de una influyente familia porteña ligada a la política, los negocios y el coleccionismo de arte, manifiesto en las donaciones de grandes obras que contribuyeron a la fundación del Museo Nacional de Buenos Aires. Su tío abuelo, Manuel José de Guerrico, fue amigo personal del Gral. José de San Martín y Jefe de Policía después de la caída de Rosas en 1852. Su tío José Prudencio Guerrico (1837-1902), fue Presidente de la Municipalidad de Buenos Aires, donde actuó para mitigar las consecuencias de la fiebre amarilla que asoló la ciudad en 1870. Su padre, José Prudencio Guerrico Calvo (1863-1933), fue un reconocido rematador de tierras, arte y antigüedades. Su hotel de ventas, Guerrico y Williams, realizó múltiples loteos y desarrollos de tierras que dieron origen a los barrios periféricos en la ciudad. Participó activamente en la política metropolitana -fue concejal durante muchos años y presidente del Concejo Deliberante- y entre 1930 y 1932 fue nombrado Intendente de la ciudad de Buenos Aires
Muy joven se recibió de médico y se enfocó en investigaciones innovadoras sobre electromedicina. Entusiasta de las tecnologías de la comunicación, a los 15 años “Pepito” Guerrico ya tenía su licencia de radioaficionado. Sus estudios y experimentos continuaron a lo largo de toda su vida y contribuyeron a que la Argentina se posicionara tempranamente en la vanguardia de las tecnologías de la comunicación mundial.
Los Locos de la Azotea: “cuando los jóvenes juegan a la ciencia es porque tienen el genio adentro”.
La medicina y la pasión por la radiofonía unieron a cuatro adolescentes cultos y melómanos en una sociedad que atravesaría buena parte del desarrollo de la tecnología de la comunicación en el siglo XX. Enrique Telémaco Susini (29 años, médico), Luis Romero Carranza (22 años) y Miguel Mujica (18 años), estudiantes de medicina como Guerrico (19 años), investigaron juntos los posibles usos médicos de las ondas electromagnéticas. Todos ellos eran parte de una fraternidad de radioaficionados fanáticos que en la primera década del siglo compartían entre sí lecturas y piezas musicales a través de equipos de radio, que en 1921 dio lugar a la fundación del Radio Club Argentino .
Los cuatro amigos soñaban con utilizar la radio como medio de difusión cultural, y con ese motivo realizaban audaces experimentos: inventaban mejoras para sus equipos, diseñaban circuitos y andaban por los techos instalando cables y antenas, lo que les valió el apodo de “Locos de la Azotea”. 

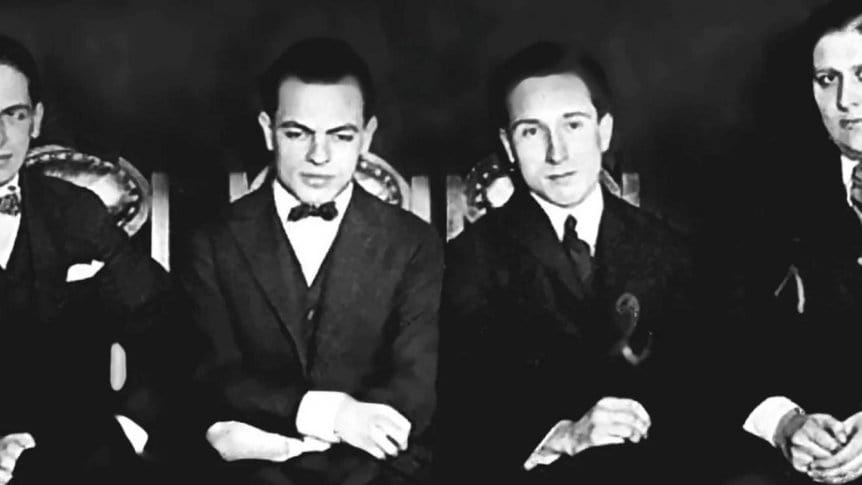
César José “Pepito” Guerrico, el segundo desde la izquierda, y sus amigos y socios, Los Locos de la Azotea

Susini había conocido a Guillermo Marconi en su visita a Argentina en ocasión del Centenario, durante la cual instaló una estación radiotelegráfica en Bernal, Provincia de Buenos Aires, y logró una comunicación intercontinental. Enterados “los locos” de la intención del italiano de transmitir en vivo un concierto, se empeñaron en anticiparse, y aunque trabajaron incansablemente, no llegaron: Marconi transmitió el concierto de la soprano Nellie Melba desde Chelmsford, Inglaterra, el 15 de junio de 1920. Pero dos meses más tarde, el 27 de agosto, los amigos logran la primera transmisión en vivo del país, y una de las primeras en el mundo, desde el Teatro Coliseo de Buenos Aires. Utilizando un equipo precario y “atado con alambre” lograron transmitir la ópera Parsifal de Richard Wagner y entraron en la historia de la radiodifusión mundial como pioneros.
Los cuatro osados se las ingeniaban con lo que tenían: para esta proeza instalaron en el techo del teatro un transmisor de 5 vatios de potencia utilizando válvulas METAL rezago de la Primera Guerra Mundial traídas por Susini de Francia un año antes, colgaron un cable de antena de 30 metros entre la torre en la azotea del teatro y la cúpula de la casa de remates Guerrico y Williams (propiedad del padre de “Pepito”) en Carlos Pellegrini y Charcas, ubicaron una bocina para sordos agregada a un micrófono en el paraíso del teatro y un micrófono con una bocina de gramófono en la sala de reflectores para tomar el sonido del escenario.
Luego de esa primera e histórica transmisión, el presidente Hipólito Yrigoyen comentó: “Cuando los jóvenes juegan a la ciencia es porque tienen el genio adentro”.
En recuerdo de esta proeza, se festeja el Día de la Radiofonía Argentina el 27 de agosto.
La emisión del 27 de agosto, si bien no pudo ser la primera en el mundo, sin dudas fue la primera de difusión permanente y con propósitos de continuidad, ya que la programación musical se emitió durante 19 días sucesivos. Radio Argentina, fundada por los Locos de la Azotea ese mismo día, fue la primera emisora del país, antecediendo en dos años a proyectos similares (Radio Sudamérica nació en 1922 y al poco tiempo surgieron Radio Cultura, Radio Splendid y Radio Belgrano, entre otras). En 1921, cuando el estado otorgó las primeras licencias de radiodifusión, pasó a conocerse como LOR Radio Argentina. 
En 1922, Radio Argentina transmitió en directo la asunción del presidente Marcelo T. de Alvear. En los años siguientes siguió al aire con producciones propias desde el edificio de la casa rematadora Guerrico y Williams. En 1924 realizaron la primera transmisión radial de un partido de fútbol desde el estadio, en ocasión del enfrentamiento entre las selecciones argentina y uruguaya en el Sportivo Barracas. LOR Radio Argentina continuó llevando al éter diversos eventos desde el Teatro Colón y el Club de Tango Abdullah, entre otros, y fue pionera en la producción de un noticiero regular y de programas deportivos, como así también en la formación de locutores y técnicos.
Durante una breve colaboración con el diario de Natalio Botana, la primera en el país entre la radio y la prensa escrita, en 1925 la emisora adoptó el nombre de LOR Broadcasting de Crítica, y luego volvió a su nombre original. Guerrico y sus socios ya tenían ante sí un nuevo desafío, y decidieron vender su emisora a Radio Prieto para continuar sus andanzas.
Vía Radiar, una revolución en las comunicaciones intercontinentales
Guerrico y sus socios vendieron Radio Argentina y utilizaron el dinero obtenido en un nuevo emprendimiento. El 31 de agosto de 1927 fundaron la compañía radiotelegráfica Sociedad Anónima Radio Argentina que, operando bajo el nombre de Vía Radiar, se dedicó a las comunicaciones de larga distancia. 

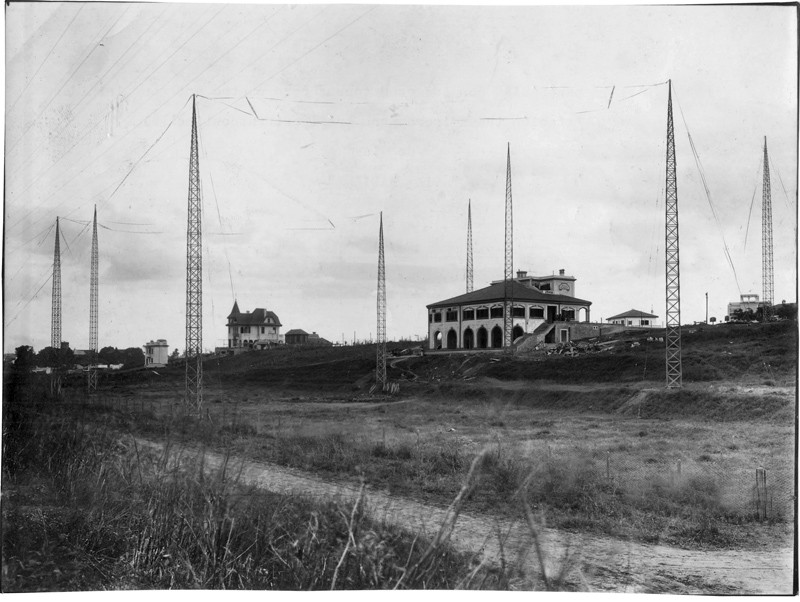
Vista panorámica de las ocho torres para cuatro antenas dirigidas de la estación transmisora para tráfico transcontinental de la "Vía Radiar", 1929. Archivo Diario La Nación

El éxito de la empresa se explica, en buena parte, por el contexto de una Argentina poblada por inmigrantes: el sistema de radio de onda corta creado por Via Radiar revolucionó las comunicaciones al reemplazar los cables telegráficos que cruzaban el Atlántico (costosísimos e intermitentes), por la “telegrafía sin hilos”, radio-cartas o radio-telegramas que utilizaban señales de radio en onda corta en código Morse. Este nuevo servicio mejoró, aceleró y abarató significativamente los intercambios de larga distancia. Mediante una concesión del gobierno español pudieron operar su servicio internacional de radiotelegrafía entre las cabeceras de Madrid y Buenos Aires, y luego instalaron estaciones de retransmisión en Paraguay, Canadá y Estados Unidos. La empresa rápidamente se puso a la par de sus competidores y logró el control de la mayoría del tráfico radiotelegráfico entre Argentina y Europa. En 1930 vendieron la compañía a su competidora ITT (International Telephone and Telegraph) por la suma de 200 millones de pesos, una exorbitancia en ese entonces, aunque los cuatro socios permanecieron en el directorio luego de la venta.
Luz y sonido: los estudios Lumiton
A los inquietos Locos de la Azotea les había despertado la curiosidad por el cine. Invirtieron el millonario capital que obtuvieron con la venta de su empresa de telecomunicaciones en el desarrollo de la industria cinematográfica en el país.  Viajaron a Estados Unidos y estudiaron el modelo de producción de cine sonoro de Hollywood, en especial el de la compañía Metro Goldwyn Mayer, y compraron en Chicago, en Bell & Howell, un equipo completo de filmación.
En 1931 comienzan las obras de los estudios en Munro, provincia de Buenos Aires, de la nueva aventura de Guerrico y compañía: la Sociedad Anónima Radiocinematográfica Argentina Lumiton (Lumi: luz y ton: sonido). 
César José “Pepito” Guerrico, o el “doctor Guerrico”, como se lo llamaba en los estudios, tenía un lugar central en Lumiton. Era figura que “estaba detrás de todo”, desde la producción de las películas a la selección de los libros, desde la fabricación de máquinas para mejorar la calidad de la imagen y el sonido a la convocatoria a directores y artistas. 
En una industria que recién comenzaba, Guerrico logró formar un grupo de excelencia en diversos oficios, siendo que algunos de ellos todavía no existían. En palabras de la actriz Mecha Ortiz, “El doctor Guerrico –que formó tantos muchachos para el cine− se iba al restaurante Nino, que está en Olivos, y allí reclutaba los futuros técnicos entre los que estaban perdiendo el tiempo. Los entusiasmaba. Los llevaba al estudio, comenzaba por hacerlos enderezar clavos si no había otra cosa que hacer. ─ No quiero que nadie esté ocioso ─decía. A los que veía que tenían aptitudes los iba pasando: uno a la moviola; otro, como peón de cámara primero, y más tarde ayudante de cámara y después camarógrafo”. Llevó a los estudios a Francisco Mugica, a quien conocía de la época de estudiantes de medicina, lo animó a compaginar en reemplazo de Lazlo Kish y luego impulsó su desarrollo como director de fotografía y director de cine. También a Carlos Hugo Christensen, a quien reclutó en Radio Splendid, que pasó de actor de radioteatro a ser ayudante de Francisco Mugica y luego a dirigir una decena de películas en Lumiton. 

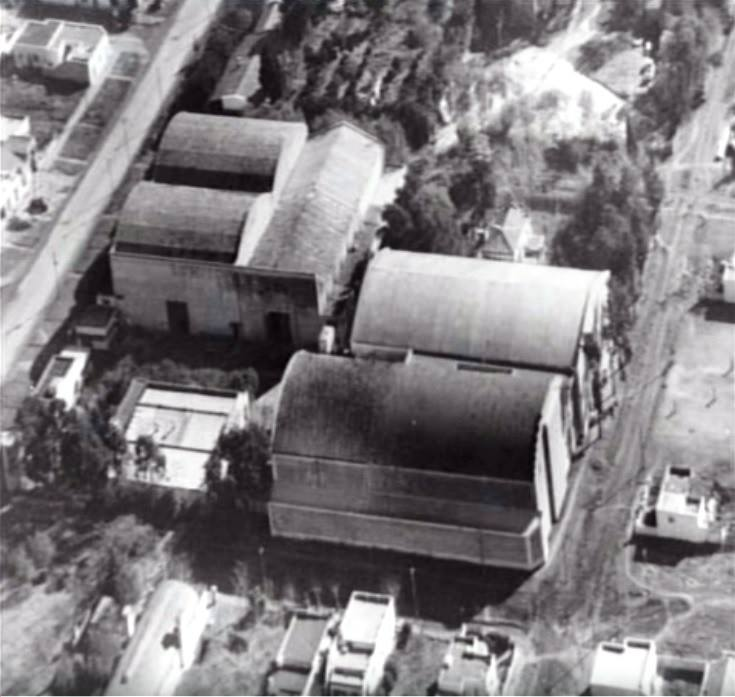
Vista aérea de los estudios Lumiton en la época de su creación.

Según el guionista Julio Porter, Lumiton “estaba constituido por un grupo de técnicos y de jóvenes aprendices que formaban una verdadera familia, bajo la guía del extraordinario personaje que fue el Dr. César Guerrico (uno de los cuatro médicos estudiosos de la electrónica que fueron pioneros mundiales de la radiotelefonía, además de director de Radio Splendid)”.
En todo estaba “Pepito” Guerrico. El director José Martínez Suárez, que también comenzó de cero su carrera en Lumiton, contó que por su iniciativa se excavaron dos depósitos de nafta en la entrada de los estudios para anticiparse a la escasez de la Segunda Guerra Mundial. Se recuerda también su ingenio y talento para lo técnico, como el desarme de una máquina copiadora francesa para replicarla en Lumiton o la fabricación propia de película reemulsionando películas viejas, asociado Lumiton a la empresa Delta, durante el citado bloqueo norteamericano. 
Lumiton fue una escuela de aprendizaje que logró un equipo técnico profesional de alta calidad. En 1933 se estrenó su primera producción, Los tres berretines, dirigida por Enrique Susini, con Luis Arata, Luis Sandrini y Luisa Vehil, considerada la segunda película sonora de la Argentina (y el primer film sonoro de ficción, con guion y hablada), sólo precedida por ¡Tango!, de su competidora Argentina Sono Film, estrenado tres semanas antes, que solo tenía música pregrabada. Lumiton produjo 102 películas, algunas consideradas verdaderos clásicos del cine argentino, entre ellas Así es la vida, Los martes orquídeas, Yo quiero ser bataclana y El ángel desnudo. 
Luis Sandrini, Mirtha Legrand, Mecha Ortiz, Juan Carlos Thorry, Olga Zubarry, Niní Marshall y Hugo del Carril, entre otros artistas famosos, iniciaron sus carreras y se consagraron en Lumiton, como así también lo hicieron los directores Manuel Romero, Francisco Mugica, Carlos Hugo Christensen y José Martínez Suárez.
Llega la televisión
Aún durante los años de intensa actividad en Lumiton, Guerrico nunca se alejó de su pasión por la radio. Fue director técnico de Radio Splendid en el momento en que se iniciaban las primeras emisiones experimentales de televisión.
La historia de la Televisión en Argentina es una larga serie de ensayos que se fue postergando de década en década, en parte por dificultades técnicas y por la inversión que requería la instalación de un servicio regular de transmisiones. A fines de la década del 20 ya había un grupo nutrido de experimentadores. Muchos de ellos radioaficionados y miembros del Radio Club conocidos de Guerrico, entre otros Ignacio Gómez Aguirre, director de Radio Revista y Ciencia Popular, que había secundado la aventura de la primera transmisión de los Locos de la Azotea en 1920. En 1930, Guerrico y otros radioaficionados acompañaron a Gómez Aguirre en su empresa Baird Televisión Argentina, de corta duración. Un año más tarde, el 8 de agosto, Radio Revista transmite en “cine por televisión”, por la frecuencia de Radio Splendid, una actuación de Carlos Gardel cantando “Viejo Smoking”.
La exploración del medio continúa durante varios años, con variados resultados, sin concretarse nunca en un servicio regular hasta que en 1951 Jaime Yankelevich, ex dueño y director de LR3 Radio Belgrano (en ese momento, estatal), logra la conformidad del Presidente Juan Domingo Perón para montar la primera estación de televisión en el país. Enrique Susini (futuro director general de Canal 7) y César José Guerrico (“que era un genio en la parte técnica”) acompañaron a Yankelevich a esta audiencia, en la que algunas fuentes dicen que Eva Duarte de Perón facilitó la gestión con la condición de que la primera transmisión se efectuara el 17 de octubre, en el aniversario del Día de la Lealtad Peronista.
A principios de 1951, Yankelevich, viejo competidor de “los locos”, había convocado a “Pepito” Guerrico, Daniel Ikonicoff y Max Koelbe, para viajar a Estados Unidos a comprar el equipamiento técnico. Koelbe, Guerrico y James Ballantine, un ingeniero de Standard Electric, tuvieron a cargo la conversión y adaptación de los equipos a la frecuencia de línea de nuestra red eléctrica, distinta a la norteamericana. 
Una torre metálica de 50 metros de altura fue instalada sobre la azotea del Ministerio de Obras Públicas en la Avenida 9 de julio. La instalación de los equipos transmisores fue supervisada por los norteamericanos Ballantine y Fesenfeld, Max Koelbe, Guerrico e Ignacio Demaría, y estos últimos también estuvieron a cargo del cuidado de la transmisión. Guerrico también convocó a Nicolás del Boca para la primera transmisión oficial de la televisión argentina, que se llevó a cabo 17 de octubre de 1951.
César José Guerrico, “Pepito”, fue uno de los protagonistas y pioneros que catalizaron el continuum de la transmisión a distancia de signos, voces e imágenes en la Argentina del siglo XX.